# DutchBird
DutchBird war eine niederländische Charterfluggesellschaft mit Sitz in Amsterdam und Basis am Flughafen Amsterdam Schiphol. Die Fluggesellschaft führte für eine Reihe von Reiseunternehmen Charterflüge zum Mittelmeer, nach Ägypten, Tunesien und auf die Kanarischen Inseln durch. DutchBird musste 2004 Insolvenz anmelden und im Dezember 2004 wurde der Betrieb eingestellt.

## Geschichte
DutchBird wurde 2000 gegründet, um Flüge wie Amsterdam-Tunis zu ermöglichen. 2001, 2002 und 2003 wurde DutchBird als „Beste niederländische Charterfluggesellschaft“ ausgezeichnet. Die Passagiere bestanden hauptsächlich aus Konferenzmitgliedern, Sinfonieorchestern und den Fußballern von Ajax Amsterdam. DutchBird war seit September 2002 die offizielle Charterfluggesellschaft von Ajax Amsterdam. 
Durch die Ölkrise 2003 begannen die Einnahmen zu sinken. Deshalb musste DutchBird 2004 Insolvenz anmelden.

## Flotte
Im März 2004 bestand die Flotte der DutchBird aus fünf Flugzeugen, mit einem Durchschnittsalter von 3,3 Jahren.
| Flugzeugtyp      | Anzahl | bestellt | Bemerkungen | Sitzplätze (Business/Eco+/Economy) | Durchschnittsalter |
| ---------------- | ------ | -------- | ----------- | ---------------------------------- | ------------------ |
| Airbus A320-200  | 2      |          |             | 160 (28/0/132)                     | 1,2 Jahre          |
| Boeing 757-200ER | 3      |          |             | 295                                | 3,5 Jahre          |
| Gesamt           | 5      | -        |             |                                    | 3,3 Jahre          |